# Clisson Sèvre et Maine Agglo
Clisson Sèvre et Maine Agglo  est une communauté d'agglomération française, créée au 1er janvier 2017 et située dans le département de la Loire-Atlantique et la région Pays de la Loire.

## Histoire
Le 14 juin 2016, les 16 conseils municipaux de deux communautés de communes : celle de Sèvre, Maine et Goulaine et celle de la vallée de Clisson décident la création d'une communauté d'agglomération. La création est officialisée par un arrêté préfectoral en date du 14 novembre 2016.
Le 10 janvier 2017, lors de sa réunion inaugurale, le conseil communautaire élit le maire de Vieillevigne, Nelly Sorin, à la présidence de la communauté d'agglomération.

## Territoire communautaire

### Géographie
Située au sud-est  du département de la Loire-Atlantique, l'intercommunalité Clisson Sèvre et Maine Agglo regroupe 16 communes et présente une superficie de 309,6 km2.

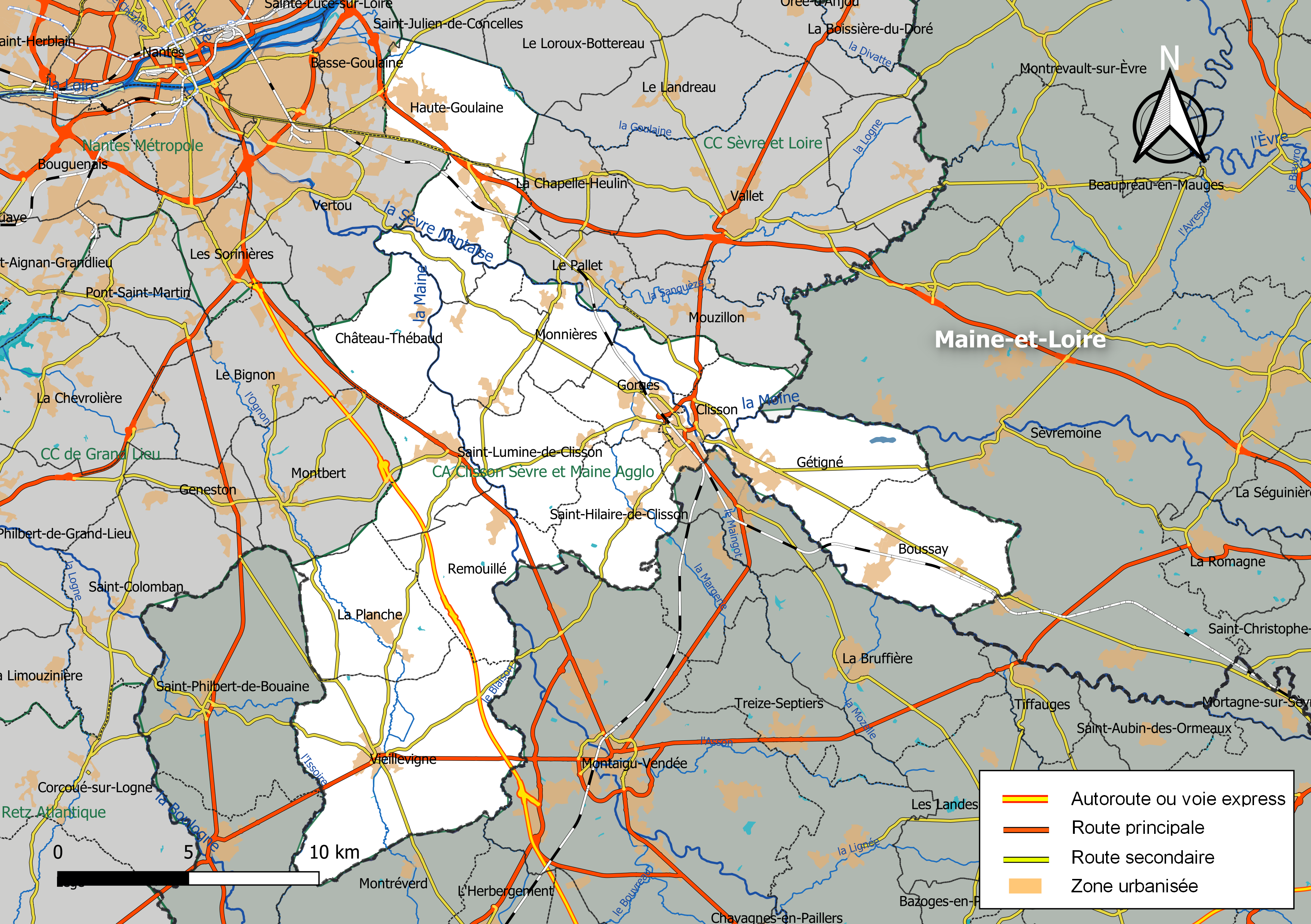
Carte de l'intercommunalité clisson Sèvre et Maine Agglo au 1er janvier 2019.

### Composition

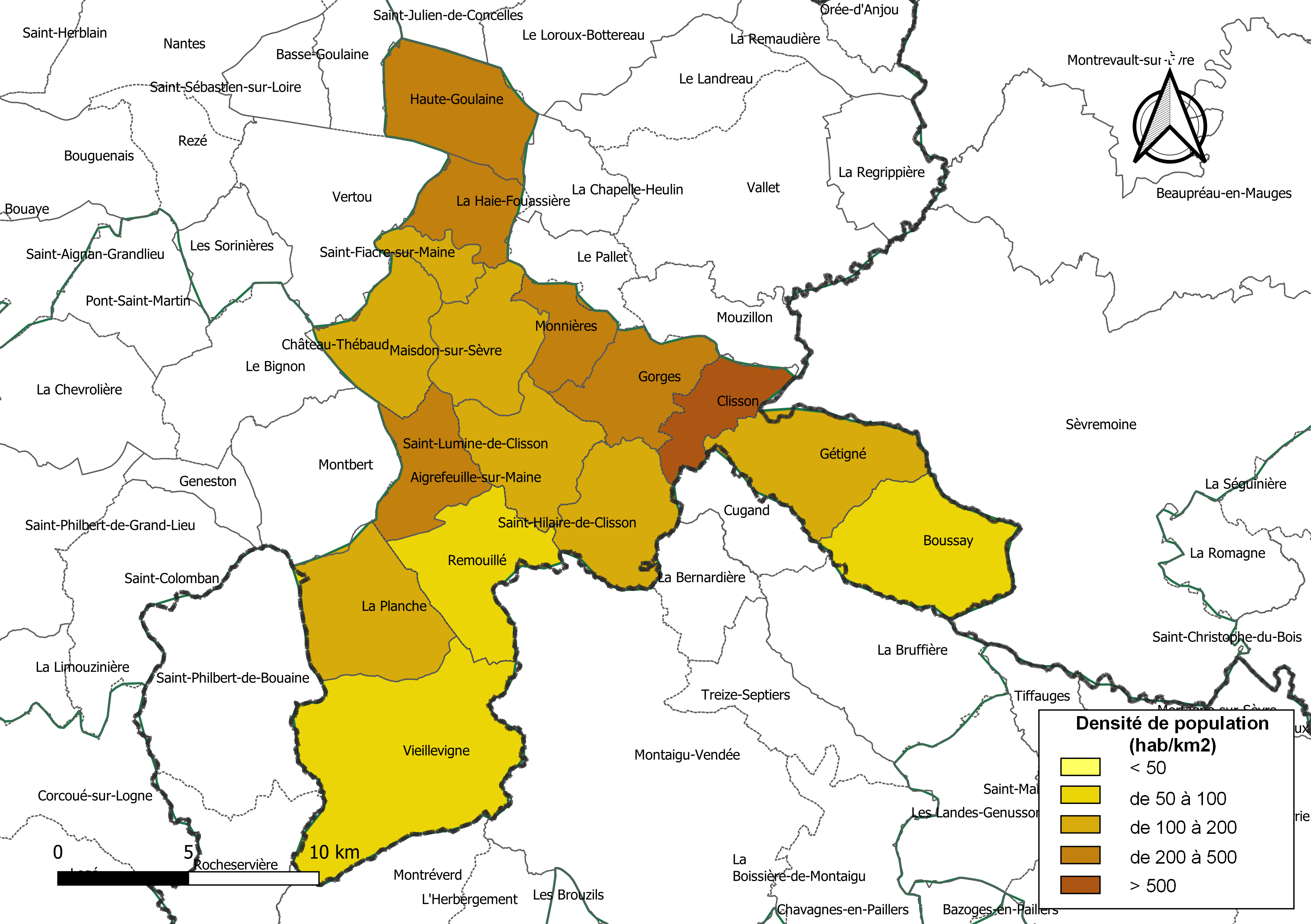
Carte des densités de population (millésimée 2016) des communes de l'intercommunalité Clisson Sèvre et Maine Agglo. Composition en communes au 1er janvier 2019.

La communauté d'agglomération est composée des 16 communes suivantes :

| Nom                      | Code Insee | Gentilé          | Superficie (km2) | Population (dernière pop. légale) | Densité (hab./km2) |
| ------------------------ | ---------- | ---------------- | ---------------- | --------------------------------- | ------------------ |
| Clisson (siège)          | 44043      | Clissonnais      | 11,3             | 7 459 (2022)                      | 660                |
| Aigrefeuille-sur-Maine   | 44002      | Aigrefeuillais   | 14,58            | 4 121 (2022)                      | 283                |
| Boussay                  | 44022      | Boussirons       | 26,45            | 2 814 (2022)                      | 106                |
| Château-Thébaud          | 44037      | Castelthébaldais | 17,64            | 3 138 (2022)                      | 178                |
| Gétigné                  | 44063      | Gétignois        | 23,97            | 3 794 (2022)                      | 158                |
| Gorges                   | 44064      | Gorgeois         | 15,77            | 5 090 (2022)                      | 323                |
| La Haie-Fouassière       | 44070      | Hayonnais        | 11,81            | 4 734 (2022)                      | 401                |
| Haute-Goulaine           | 44071      | Goulainais       | 20,59            | 5 992 (2022)                      | 291                |
| Maisdon-sur-Sèvre        | 44088      | Maisdonnais      | 17,45            | 3 071 (2022)                      | 176                |
| Monnières                | 44100      | Monniérois       | 9,78             | 2 341 (2022)                      | 239                |
| La Planche               | 44127      | Planchots        | 24,42            | 2 802 (2022)                      | 115                |
| Remouillé                | 44142      | Remouilléens     | 21,38            | 1 932 (2022)                      | 90                 |
| Saint-Fiacre-sur-Maine   | 44159      | Saint-Fiacrais   | 5,97             | 1 246 (2022)                      | 209                |
| Saint-Hilaire-de-Clisson | 44165      | Hilairois        | 18,43            | 2 405 (2022)                      | 130                |
| Saint-Lumine-de-Clisson  | 44173      | Luminais         | 18,26            | 2 118 (2022)                      | 116                |
| Vieillevigne             | 44216      | Vieillevignois   | 51,76            | 4 110 (2022)                      | 79                 |

### Démographie
| 1968   | 1975   | 1982   | 1990   | 1999   | 2010   | 2015   | 2021   |
| ------ | ------ | ------ | ------ | ------ | ------ | ------ | ------ |
| 26 647 | 29 016 | 34 256 | 37 702 | 41 113 | 50 794 | 53 404 | 56 813 |

## Administration

### Siège
Le siège de la communauté d'agglomération est à Clisson, 13 rue des Ajoncs.

### Conseil communautaire
Les 50 conseillers titulaires sont ainsi répartis selon le droit commun comme suit :
| Nombre de délégués | Communes |
| ------------------ | --- |
| 6                  | Clisson |
| 5                  | Haute-Goulaine |
| 4                  | Aigrefeuille-sur-Maine, Gorges, La Haie-Fouassière, Vieillevigne                                                     |
| 3                  | Château-Thébaud, Gétigné, Maisdon-sur-Sèvre                                                                          |
| 2                  | Boussay, Monnières, La Planche, Remouillé, Saint-Fiacre-sur-Maine, Saint-Hilaire-de-Clisson, Saint-Lumine-de-Clisson |

### Élus
La communauté d'agglomération est administrée par son conseil communautaire constitué en 2020 de 50 conseillers communautaires, qui sont des conseillers municipaux représentant chacune des communes membres.
À la suite des élections municipales de 2020 dans la Loire-Atlantique, le conseil communautaire du 7 juillet 2020 a élu son président, Jean-Guy Cornu, maire d'Aigrefeuille-sur-Maine, ainsi que ses 15 vice-présidents.
Le bureau est remanié le 7 février 2023, à la suite de la démission de Benoît Couteau, maire de Monnières, de ses fonctions de 12e vice-président. Dès lors, le nombre de vice-présidents passe de 15 à 14. Depuis cette date, cette liste est la suivante :
|     | Attributions                              | Identité               | Qualité                             |
| --- | ----------------------------------------- | ---------------------- | ----------------------------------- |
| 1re | Équipements aquatiques                    | Nelly Sorin            | Maire de Vieillevigne               |
| 2e  | Attractivité économique                   | Xavier Bonnet          | Premier adjoint au maire de Clisson |
| 3e  | Urbanisme et habitat                      | Fabrice Cuchot         | Maire de Haute-Goulaine             |
| 4e  | Tourisme et culture                       | Vincent Magré          | Maire de La Haye-Fouassière         |
| 5e  | Climat et transition énergétique          | Didier Meyer           | Maire de Gorges                     |
| 6e  | Finances                                  | François Guillot       | Maire de Gétigné                    |
| 7e  | Transports et mobilités                   | Alain Blaise           | Maire de Château-Thébaud            |
| 8e  | Agriculture                               | Aymar Rivallin         | Maire de Maisdon-sur-Sèvre          |
| 9e  | Prospective financière et mutualisation   | Séverine Joly-Piveteau | Maire de La Planche                 |
| 10e | Jeunesse et solidarités inter-générations | Véronique Neau-Redois  | Maire de Boussay                    |
| 11e | Cycle de l'eau                            | Denis Thibaud          | Maire de Saint-Hilaire-de-Clisson   |
| 12e | Petite enfance, enfance et parentalité    | Janik Rivière          | Maire de Saint-Lumine-de-Clisson    |
| 13e | Voiries et bâtiments communautaires       | Jérôme Letourneau      | Maire de Remouillé                  |
| 14e | Déchets                                   | Danièle Gadais         | Maire de Saint-Fiacre-sur-Maine     |

Ensemble, ils forment le bureau communautaire pour la période 2020-2026.

### Liste des présidents
| Période         | Période        | Identité       | Étiquette | Qualité                                  |
| --------------- | -------------- | -------------- | --------- | ---------------------------------------- |
| 10 janvier 2017 | 7 juillet 2020 | Nelly Sorin    | DVD       | Maire de Vieillevigne (2008 → )          |
| 7 juillet 2020  | En cours       | Jean-Guy Cornu | DVD       | Maire d'Aigrefeuille-sur-Maine (2014 → ) |

### Compétences
La communauté d'agglomération Clisson Sèvre et Maine Agglo gère de nombreux services ou missions :
- Aménagement du territoire
- Communication-Relations usagers
- Cycle de l'eau
- Développement durable
- Développement économique
- Environnement-Déchets
- Finances
- Habitat
- Jeunesse
- Patrimoine
- Petite-enfance-Enfance
- Piscine
- Prospective-Mutualisation
- Tourisme-Culture
- Urbanisme
- Voirie et travaux

### Régime fiscal et budget
La communauté d'agglomération est un établissement public de coopération intercommunale à fiscalité propre.
Afin de financer l'exercice de ses compétences, l'intercommunalité perçoit la fiscalité professionnelle unique (FPU) – qui a succédé à la taxe professionnelle unique (TPU) – et assure une péréquation de ressources entre les communes résidentielles et celles dotées de zones d'activité.